# يوم ذكرى ضحايا القمع السياسي
يوم ذكرى ضحايا القمع السياسي (بالروسية: День памяти жертв политических репрессий) هو حدث سنوي يقام للتذكير بضحايا الاضطهاد والقمع السياسي في بلدان الاتحاد السوفيتي السابق. ويُكون هذا اليوم هو يوم 30 أكتوبر في جميع بلدان الاتحاد السوفيتي السابق، فيما عدا أوكرانيا التي تقام فيها هذه الذكرى باسم «يوم ذكرى ضحايا القمع السياسي على يد النظام السوفيتي» في الأحد الثالث من شهر مايو. في 18 أكتوبر 1991، دشن مجلس السوفيت الأعلى لروسيا يوم الذكرى هذا ليكون في 30 أكتوبر من كل عام. وهو مناسبة رسمية في الاتحاد الروسي.